# Odprto prvenstvo Francije 1988
Odprto prvenstvo Francije 1988 je teniški turnir za Grand Slam, ki je med 23. majem in 5. junijem 1988 potekal v Parizu.

## Moški posamično
Mats Wilander :  Henri Leconte, 7–5, 6–2, 6–1

## Ženske posamično
Steffi Graf :  Natalija Zverjeva, 6–0, 6–0 

## Moške dvojice
Andrés Gómez /  Emilio Sánchez Vicario :  John Fitzgerald /  Anders Järryd, 6–3, 6–7, 6–4, 6–3

## Ženske  dvojice
Martina Navratilova /  Pam Shriver  :  Claudia Kohde-Kilsch /  Helena Suková, 6–2, 7–5 

## Mešane dvojice
Lori McNeil /  Jorge Lozano :  Brenda Schultz-McCarthy /  Michiel Schapers, 7–5, 6–2